# Geoff Duke
Geoffrey Ernest Duke (St. Helens, 29 marzo 1923 – Isola di Man, 1º maggio 2015) è stato un pilota motociclistico britannico, che in carriera è stato sei volte campione del mondo nel motomondiale.

## Carriera
Iniziò a farsi conoscere nel mondo del motociclismo nel 1949, vincendo il Manx Grand Prix e, nel 1950 firmò un accordo con la casa motociclistica britannica Norton per partecipare alle gare del motomondiale.
Già alla prima stagione di gare, nel 1950 si mise in luce, ottenendo una vittoria in classe 350 (nel GP delle Nazioni) e tre vittorie in classe 500 (Tourist Trophy, GP dell'Ulster e nuovamente GP delle Nazioni); in entrambe le classi, al termine dell'anno sarà secondo in classifica generale. Tra l'altro Duke viene ricordato anche per essere stato il primo a presentarsi alle partenze equipaggiato con una tuta da moto, accessorio che da quel momento verrà utilizzato dalla totalità dei piloti.
Dalla stagione successiva conquista i suoi primi titoli mondiali, ottenendo il primo posto in entrambe le classi; il suo terzo e ultimo titolo ottenuto con la Norton è invece quello del 1952 in 350.
Al termine del 1952 passa alla squadra ufficiale della Gilera, casa per la quale conquisterà altri tre titoli mondiali consecutivi della classe 500 tra il 1953 e il 1955. Proprio durante quest'ultima stagione, in occasione del Gran Premio motociclistico d'Olanda, accadrà un episodio che influenza la carriera successiva di Duke: i piloti privati che gareggiavano nel motomondiale decretarono uno sciopero, rivendicando delle migliori condizioni economiche contro gli organizzatori dei gran premi; al termine della stagione, il 23 novembre 1955, la federazione comminò una serie di squalifiche ai piloti che vi presero parte e anche ai piloti ufficiali che avevano appoggiato l'iniziativa, tra i quali appunto Duke che si vide allontanato dal motomondiale per sei mesi.
Il pilota britannico durante la sospensione si dedicò alle competizioni automobilistiche guidando una Aston Martin DB3 in occasione della 12 Ore di Sebring e in coppia con Peter Collins, non giungendo però a portare a termine la gara. Tornerà peraltro al motomondiale nella seconda metà dell'anno, in tempo per aggiudicarsi l'ultimo gran premio stagionale.
Quella del 1957 è stata l'ultima stagione corsa in sella a moto Gilera dato che la casa italiana, unitamente alle altre più importanti del periodo, firmò il cosiddetto Patto di astensione, ritirandosi dalle competizioni internazionali. Gli ultimi due anni di partecipazione al campionato mondiale videro pertanto Duke alternarsi alla guida nuovamente di modelli Norton, oltre che BMW e Benelli. Proprio con quest'ultima disputò nel motomondiale 1959 l'unica sua stagione in classe 250.
Il bilancio finale di 10 anni di partecipazioni parla di 33 vittorie nei singoli gran premi e di 60 piazzamenti totali sul podio, oltre appunto ai 6 titoli mondiali che lo piazzano ai primi posti dell'Albo d'oro del motomondiale. È presente anche nell'Albo d'Oro della North West 200 che ha vinto per 3 volte.
Nel 1953, per i suoi meriti sportivi è stato insignito del titolo di Ufficiale dell'Ordine dell'Impero Britannico. Sempre per i suoi meriti sportivi e per i risultati ottenuti specificatamente nel Tourist Trophy (vinto in 6 occasioni), gli è stato intitolato un tratto del Circuito del Mountain. Ritiratosi dall'agonismo quale pilota professionista, nel 1963 diviene team manager della Gilera.
Muore il 1º maggio 2015 all'età di 92 anni, presso una casa di riposo nell'Isola di Man.

## Risultati nel motomondiale

### Classe 250
| 1959 | Classe | Moto    |    |  |   |   |    |   |   |    |  | Punti | Pos. |
| ---- | ------ | ------- | -- |  | - | - | -- | - | - | -- |  | ----- | ---- |
| 1959 | 250    | Benelli | NE |  | 6 | - | NE | 3 | - | 10 |  | 5     | 10º  |

| Legenda | 1º posto        | 2º posto            | 3º posto            | A punti      | Senza punti        | Grassetto – Pole position Corsivo – Giro più veloce |
| Legenda | Gara non valida | Non qual./Non part. | Ritirato/Non class. | Squalificato | '-' Dato non disp. | Grassetto – Pole position Corsivo – Giro più veloce |

### Classe 350
| 1950 | Classe | Moto   |   |   |   |   |   |   |  |  |  | Punti | Pos. |
| ---- | ------ | ------ | - | - | - | - | - | - |  |  |  | ----- | ---- |
| 1950 | 350    | Norton | 2 | 3 | 2 | 3 | - | 1 |  |  |  | 24    | 2º   |

| 1951 | Classe | Moto   |   |     |   |   |   |   |   |   |  | Punti | Pos. |
| ---- | ------ | ------ | - | --- | - | - | - | - | - | - |  | ----- | ---- |
| 1951 | 350    | Norton | - | Rit | 1 | 1 | - | 1 | 1 | 1 |  | 40    | 1º   |

| 1952 | Classe | Moto   |   |   |   |   |   |   |   |    |  | Punti | Pos. |
| ---- | ------ | ------ | - | - | - | - | - | - | - | -- |  | ----- | ---- |
| 1952 | 350    | Norton | 1 | 1 | 1 | 1 | - | - | - | NE |  | 32    | 1º   |

| 1956 | Classe | Moto   |  |  |  |  |  |     |  |  |  | Punti | Pos. |
| ---- | ------ | ------ |  |  |  |  |  | --- |  |  |  | ----- | ---- |
| 1956 | 350    | Gilera |  |  |  |  |  | Rit |  |  |  | 0     |      |

| 1957 | Classe | Moto   |  |  |  |  |  |     |  |  |  | Punti | Pos. |
| ---- | ------ | ------ |  |  |  |  |  | --- |  |  |  | ----- | ---- |
| 1957 | 350    | Gilera |  |  |  |  |  | Rit |  |  |  | 0     |      |

| 1958 | Classe | Moto   |   |   |   |   |   |   |   |  |  | Punti | Pos. |
| ---- | ------ | ------ | - | - | - | - | - | - | - |  |  | ----- | ---- |
| 1958 | 350    | Norton | - | - | 5 | - | 1 | 4 | 3 |  |  | 17    | 3º   |

| 1959 | Classe | Moto   |   |   |   |    |    |   |   |     |  | Punti | Pos. |
| ---- | ------ | ------ | - | - | - | -- | -- | - | - | --- |  | ----- | ---- |
| 1959 | 350    | Norton | - | 4 | 4 | NE | NE | - | 3 | Rit |  | 10    | 5º   |

| Legenda | 1º posto        | 2º posto            | 3º posto            | A punti      | Senza punti        | Grassetto – Pole position Corsivo – Giro più veloce |
| Legenda | Gara non valida | Non qual./Non part. | Ritirato/Non class. | Squalificato | '-' Dato non disp. | Grassetto – Pole position Corsivo – Giro più veloce |

### Classe 500
| 1950 | Classe | Moto   |   |     |     |   |   |   |  |  |  | Punti | Pos. |
| ---- | ------ | ------ | - | --- | --- | - | - | - |  |  |  | ----- | ---- |
| 1950 | 500    | Norton | 1 | Rit | Rit | 4 | 1 | 1 |  |  |  | 27    | 2º   |

| 1951 | Classe | Moto   |  |     |   |   |   |   |   |   |  | Punti   | Pos. |
| ---- | ------ | ------ |  | --- | - | - | - | - | - | - |  | ------- | ---- |
| 1951 | 500    | Norton |  | Rit | 1 | 1 | 1 | 5 | 1 | 4 |  | 35 (37) | 1º   |

| 1952 | Classe | Moto   |     |     |   |   |  |  |  |  |  | Punti | Pos. |
| ---- | ------ | ------ | --- | --- | - | - |  |  |  |  |  | ----- | ---- |
| 1952 | 500    | Norton | Rit | Rit | 2 | 2 |  |  |  |  |  | 12    | 7º   |

| 1953 | Classe | Moto   |     |   |     |    |   |   |   |   |  | Punti | Pos. |
| ---- | ------ | ------ | --- | - | --- | -- | - | - | - | - |  | ----- | ---- |
| 1953 | 500    | Gilera | Rit | 1 | Rit | NE | 1 | 2 | 1 | 1 |  | 38    | 1º   |

| 1954 | Classe | Moto   |    |   |    |   |   |   |   |   |  | Punti   | Pos. |
| ---- | ------ | ------ | -- | - | -- | - | - | - | - | - |  | ------- | ---- |
| 1954 | 500    | Gilera | 12 | 2 | AN | 1 | 1 | 1 | 1 | 1 |  | 40 (46) | 1º   |

| 1955 | Classe | Moto   |     |   |   |   |     |   |  |   |  | Punti | Pos. |
| ---- | ------ | ------ | --- | - | - | - | --- | - |  | - |  | ----- | ---- |
| 1955 | 500    | Gilera | Rit | 1 | 1 | 1 | Rit | 1 |  | 3 |  | 36    | 1º   |

| 1956 | Classe | Moto   |  |  |     |     |     |   |  |  |  | Punti | Pos. |
| ---- | ------ | ------ |  |  | --- | --- | --- | - |  |  |  | ----- | ---- |
| 1956 | 500    | Gilera |  |  | Rit | Rit | Rit | 1 |  |  |  | 8     | 7º   |

| 1957 | Classe | Moto   |  |  |  |  |   |   |  |  |  | Punti | Pos. |
| ---- | ------ | ------ |  |  |  |  | - | - |  |  |  | ----- | ---- |
| 1957 | 500    | Gilera |  |  |  |  | 3 | 2 |  |  |  | 10    | 4º   |

| 1958 | Classe | Moto         |     |     |   |     |   |   |   |  |  | Punti | Pos. |
| ---- | ------ | ------------ | --- | --- | - | --- | - | - | - |  |  | ----- | ---- |
| 1958 | 500    | BMW e Norton | Rit | Rit | 4 | Rit | 1 | 5 | 7 |  |  | 13    | 3º   |

| 1959 | Classe | Moto   |  |  |   |  |   |    |   |   |  | Punti | Pos. |
| ---- | ------ | ------ |  |  | - |  | - | -- | - | - |  | ----- | ---- |
| 1959 | 500    | Norton |  |  | 9 |  | 3 | NE | 3 | 3 |  | 12    | 4º   |

| Legenda | 1º posto        | 2º posto            | 3º posto            | A punti      | Senza punti        | Grassetto – Pole position Corsivo – Giro più veloce |
| Legenda | Gara non valida | Non qual./Non part. | Ritirato/Non class. | Squalificato | '-' Dato non disp. | Grassetto – Pole position Corsivo – Giro più veloce |